# Verena Cavalcante
Verena Cavalcante (São Paulo, 10 de junho de 1989) é uma escritora, tradutora, revisora e professora brasileira.
Ganhadora do IV Prêmio Literário Cidade Poesia, de Bragança Paulista, Verena é escritora de contos e livros de horror, sendo considerada uma das expoentes nacionais do gênero.

## Biografia
Verena nasceu na capital paulista, em 1989. Interessada e incentivada pela família para a literatura desde criança, começou escrevendo fanfics de contos de fadas, como o de A Pequena Sereia e na adolescência dentro do universo de Harry Potter. Embora tenha nascido na capital, a família se mudou para o interior quando Verena ainda era criança.
Bacharelada e licenciada em Letras Pontifícia Universidade Católica de Campinas, Verena começou a escrever contos já na idade adulta. Seu primeiro livro é a coletânea Larva, publicada em 2015, pela Editora Oito e Meio, onde se explora a infância em dor e violência. Este livro, composto por oito contos, todos narrados por crianças, foi posteriormente utilizado em disciplinas de cursos de Escrita Criativa e Literatura, ministrados pela Universidade Federal do Rio de Janeiro e pela Universidade Federal de Santa Catarina. Foi usado também como exercício teatral pelo Teatro Escola Daniel Martins, em Limeira e pelo Clube Literário DaVinci.
Seu segundo livro, Berro de Bode, publicado em 2018 pela Editora Penalux, trata novamente de temas relacionados à infância, desta vez voltado para o fantástico, o folclórico e para casos de assombrações.
Em 2021, pela Darkside Books, Verena publicou Inventário de Predadores Domésticos, com contos antigos e novos de horror.

## Publicações
- 2015 - Larva
- 2018 - Berro de Bode
- 2021 - Inventário de Predadores Domésticos